# Koridalos
Koridalos (gr. Κορυδαλλός) – miasto w Grecji, w administracji zdecentralizowanej Attyka, w regionie Attyka, w jednostce regionalnej Pireus. Siedziba i jedyna miejscowość gminy Koridalos. W 2011 roku liczyła 63 445 mieszkańców.
Większości mieszkańców Grecji Koridalos kojarzy się przede wszystkim ze zlokalizowanym tu najważniejszym z greckich więzień.
Niegdyś było to miejsce tortur i kaźni tysięcy patriotów oraz działaczy greckiej lewicy. Po przywróceniu w Grecji rzeczywistej demokracji, co nastąpiło w 1974 roku, osadzono tu „czarnych pułkowników”, skazanych na śmierć albo długoletnie pozbawienie wolności. Ostatni z nich - Dimitrios Joanidis, dożywał tu w celi swych dni. Tutaj też osadzono, skazanych na długoletnie więzienie członków organizacji terrorystycznej „17 Noemwriu”.